# Nicolas Grimal
Nicolas Grimal   (Liborna, 13 de novembre de 1948) és un egiptòleg francès.

## Biografia
Nicolas Grimal es va diplomar en Lletres clàssiques el 1971, i va obtenir el seu doctorat el 1984. Des de 1988 és professor d'egiptologia a La Sorbona (París IV). De 1989 a 1999 va ser director de l'Institut Francès d'Arqueologia Oriental del Caire (Institut français d'archéologie orientale). Des de 1990 és director científic del Centre Franco-Egipci d'Estudis de Karnak (CFEETK). És President d'Egiptologia al Collège de France des del 2000.

## Publicacions
- Études sur la propagande royale égyptienne, 1, La stèle triomphale de Pi-ânkh-y au musée du Caire, JE 48862 et 47086-47089, n°105, MIFAO, El Caire, 1981
- Études sur la propagande royale égyptienne, 2, quatre stèles napatéennes au musée du Caire, JE 48863-48866, n°106, MIFAO, El Caire, 1981
- Prospection et sauvegarde des Antiquités de l'Égypte, Actes de la taula rodona organitzada amb motiu del centenari de l'IFAO, *BdE, IFAO, El Caire, 1981
- Les termes de la propagande royale égyptienne de la XIXe dynastie à la conquête d'Alexandre, n°6, Mémoires de l'académie des inscriptions et belles-lettres, Nouv. série, Imprimerie nationale, Paris, 1986
- Histoire de l'Égypte ancienne. Historia del antiguo Egipto, AKAL, 1997, ISBN 9788446034674[2]
- Les problèmes institutionnels de l'eau en Égypte ancienne et dans l'Antiquité méditerranéenne, El Caire, IFAO, 1994
- Le sage, l'eau et le roi, pp. 195–203, Les problèmes institutionnels de l'eau en Égypte ancienne et dans l'Antiquité méditerranéenne, IFAO, El Caire, 1994
- Amb Bernadette Menu, Le commerce en Égypte ancienne, El Caire, IFAO, coll. « BdE n°121 », 1998
- Les critères de datation stylistiques à l'Ancien Empire, El Caire, IFAO, coll. «BdE», 1998
- Lliçó inaugural feta el dimarts[Cal aclariment El dia no correspon a la data]
 10 de març del 2000, Collège de France, Chaire de civilisation pharaonique, archéologie, philologie, histoire, Collège de France, Paris, 2000
- Lliçó inaugural feta el dimecres[Cal aclariment El dia no correspon a la data]
 24 d'octubre del 2000, Collège de France, Paris, 2000.